# Shakhmardan Yessenov Foundation
Научно-образовательный фонд им. академика Шахмардана Есенова (англ. Shakhmardan Yessenov Foundation, каз. академик Шахмардан Есенов атындағы ғылыми білім беру қоры) — благотворительная некоммерческая организация, которая предоставляет победителям программ фонда, гражданам Республики Казахстан, гранты для получения конкурентоспособного образования и повышения квалификации, в том числе за рубежом.

## Общая информация
Научно-образовательный фонд им. академика Шахмардана Есенова основан в Алма-Ата (Казахстан) в 2013 году. Организация поддерживает студентов бакалавриата, магистратуры, ординатуры, интернатуры и работающим молодых специалистов (в сфере точных, естественных наук, медицины, информационных технологий), имеющих цели продолжения своего образовательного процесса (PhD, магистратура, стажировки, тренинги, школы, курсы и проч.), мотивированными и активно вовлеченными в развитие науки в стране.
С 2013 г. по 2023 г. количество программ и проектов фонда, с учётом оказания спонсорской и благотворительной помощи составляет — 50, общая сумма финансирования — 3.9 млрд.тг. Количество прямых и косвенных бенефициаров благотворительного фонда за указанный период составило более 27 000 человек.
Организация осуществляет свою деятельность в соответствии с принципами прозрачности. Все годовые отчёты фонда регулярно публикуются на его сайте.

## История и миссия
Фонд был создан с целью оказания помощи студентам и молодым казахстанским специалистам занимающимся точными, естественно-научными дисциплинами, медициной, информационными технологиями, в продолжении образования, повышении квалификации и конкурентоспособности. Организация носит имя казахского ученого-теоретика и практика, геолога, организатора науки, общественного и государственного деятеля Казахстана Шахмардана Есенова. Продолжая его дело, фонд определил своей миссией развитие интеллектуального потенциала Казахстана.

## Попечительский совет фонда
В попечительский совет фонда входят: Галимжан Шахмарданович Есенов (учредитель фонда, Акционер Jysan Bank), Айжан Есим (председатель попечительского совета), Серик Ахметжанович Аханов (почетный член совета), Айгуль Жайдарбековна Имадилдаева (инженер-программист, руководитель казахстанского офиса компании POWr) и Эльдар Абдулхаметович Ахметгалиев.

## Деятельность фонда
Свою миссию фонд осуществляет посредством специализированных программ.

### Научные стажировки в университетах мира
Ежегодно фонд предоставляет возможность казахстанским студентам и специалистам, работающим в сфере науки, получить опыт трехмесячных стажировок в научных лабораториях мира. По данным на декабрь 2023 года, бенефициарами программы стали 110 учащихся таких казахстанских вузов, как Satbayev University, Казахстанско-Британский технический университет, Евразийский национальный университет им. Л. Гумилева, Университет Сулеймана Демиреля, Назарбаев Университет, Государственный университет им. Шакарима города Семей, Казахский национальный университет им. аль-Фараби, Казахский национальный медицинский университет им. С. Асфендиярова и др. Бенефициары программы прошли научные стажировки в университетах Австралии, США, Великобритании, Швейцарии, Южной Кореи, Австрии, Франции, Испании, Малайзии и др. стран мира.

### Стипендия Есенова
Стипендиальная программа — Стипендия Шахмардана Есенова — направлена на ежегодную поддержку лучших студентов бакалавриата, изучающих технические и естественно-научные дисциплины в ведущих вузах Казахстана. За период существования Shakhmardan Yessenov Foundation (2013—2023), обладателями стипендии стали 157 молодых казахстанцев из таких университетов, как КБТУ, КазНИТУ им. К. Сатпаева, ВКГТУ им. Д. Серикбаева, КГУТИ им. Ш. Есенова, КазНУ им. аль-Фараби, Каспийский университет (КОУ), Назарбаев Университет, МУИТ, ЮКГУ им. М. Ауэзова, Государственный университет им. Шакарима города Семей, ТГУ им. М. Дулати, АУЭС, КарГТУ, СКГУ им. М. Козыбаева, ЕНУ им. Л. Гумилева, Медицинский Университет Астана и др. вузов Республики Казахстан. Выделяемые фондом средства помогают студентам оплачивать проживание, проезд домой, дополнительные образовательные курсы, литературу, проведение исследований, участие в международных научных конференциях и мн. другое.

### Развитие IT-компетенций
С 2017 по 2020 г. фонд ежегодно выделял 5 грантов на прохождение полугодовых стажировок в IT-стартапах Кремниевая долины. С 2018 года он проводит летнюю школу Yessenov Data Lab для аналитиков данных. По данным на декабрь 2023 года, бенефициарами программы стали уже 94 казахстанца.

### Есеновские чтения
Есеновские чтения — это гостевые лекции от известных профессионалов в различных сферах, которые проводятся Shakhmardan Yessenov Foundation в казахстанских университетах. Выступления экспертов дают студентам возможность получить конкретное представление о требованиях, предъявляемых к ним рынком труда, узнать о последних трендах, оценить свой потенциал и ознакомиться с новыми возможностями для саморазвития.
Программа осуществлялась в период 2014—2020 гг. За это время фонд провёл 88 лекций в 17 высших учебных заведениях Казахстана. На них выступили 90 экспертов, лекции посетили около 8 000 слушателей. Лекторами «Есеновских чтений» стали глава департамента наук о земле Кембриджского университета Джеймс Джексон, чемпион мира, Европы и Азии по пауэрлифтингу Валихан Тен, альпинист Максут Жумаев, архитектор Асель Есжанова, российский биолог Петр Власов и управляющий партнёр McKinsey & Company Юкка Максимайнен, учредитель фонда Галимжан Есенов, специалист по гражданскому обществу Айнура Абсеметова, энергетик Руслан Ракымбай, банкир Магжан Ауэзов и др.
С 2019 года программа трансформировалась в конференцию для старшеклассников Find Your Way (қаз. — Өз жолыңды тап). С 2019 года она прошла в школах и университетах г. Алматы уже четыре раза. В рамках программы выступают мотивационные тренеры, специалисты и эксперты в самых разных областях, которые могут быть полезны и интересны школьникам, содействуя выбору ими будущей профессии, успешному получению высшего образования и саморазвитию: психология, фактчекинг и журналистика, HR, спорт, наука, профориентация, бизнес, волонтерская деятельность, IT и др. За время проведения конференции её участниками стали более 1 000 молодых казахстанцев и 63 приглашенных эксперта.

### Изучение английского языка
Программа английского языка — это программа обучения студентов и преподавателей региональных вузов английскому языку в области их специализации. Фонд обеспечивает реализацию программы, проводя раз в два года конкурс среди региональных высших учебных заведений Казахстана, предоставляя и оплачивая работу преподавателей — носителей языка — и финансирует лучшим студентам по итогам каждого года обучения оплату сдачи экзамена IETLS.
В 2013—2016 гг. программа проходила в Каспийском государственном университете технологий и инжиниринга в г. Актау, а с 2017 по 2019 г. — в Кызылординском государственном университете им. Коркыт Ата. С 2019 по 2021 г. она реализовывалась в НАО «Медицинский университет Караганды». С 2022 по 2024 г. — в Kozybayev University в Петропавловске. В общей сложности участниками программы стали 1 181 студентов и преподавателей названных вузов Казахстана.

### Популяризация науки
В рамках данной программы фонд издает книги, проводит научные конференции.
Изданные фондом книги:
- П. Капица «Все простое — правда» (2000 копий)
- Б. Стадничук «Сократ» (2000 копий)
- В. Тен «Другой ты» (2000 копий)
- «Землетрясения: Что? Почему? Как?» (10 000 копий)
- Ш. Есенов. Библиография (700 копий)
- Руководство по поступлению на стажировки в зарубежные вузы и на PhD (электронное издание)
- А. Костенюк «Шахматные прописи» на казахском языке (2000 копий)
- Руководство «НПО и волонтерство в Казахстане» (электронное издание)
- Путеводитель «Тайны Устюрта» (1200 копий, казахский, русский, английский)
- Физика в комиксах (10 выпусков, 14 720 копий, казахский, русский)
- В. Тен «Биохакинг твоего тела» (1 000 копий)
- В. Тен «Биохакинг твоего тела» на каз.пробел яз. (500 копий)
- Учебно-методический комплекс по шахматам для 2,3,4 классов на казахском и русском языках. Состоит из методического пособия, учебника и рабочей тетради. (14 000 копий)

Среди научных конференций, организованных фондом, прошедшая в сентябре 2016 года международная конференция «Наука о землетрясениях и их рисках в Центральной Азии», в которой приняли участие 34 ученых из 10 стран мира.

### Пилотные программы
В 2018 году фонд проводил пилотную программу «Обучение в магистратуре». В рамках программы выиграли конкурс и прошли обучение в магистратуре 4 молодых казахстанца.
В 2022 году Shakhmardan Yessenov Foundation впервые провел конкурс программы для малообеспеченных казахстанцев «Өрлеу». Её победители — четверо выпускников школ — получили возможность учиться один год на бакалавриате выбранного ими вуза за счет фонда. В 2023 году фонд также провел конкурс этой программы, в результате 5 молодых людей (из них двое — победителей первого года программы) получили возможность учиться в вузах Казахстана.
В 2023 году фонд впервые провел программу грантов на дополнительное обучение по развитию «гибких» («soft», — непрофессиональных) и «жёстких» («hard», — профессиональных) навыков — Yessenov Launch Pad. Её победителями — бенефициарами фонда — стали 14 молодых казахстанцев.

### Волонтёрская и спонсорская деятельность
Координационный центр волонтеров «Команда SOS» — это проект, направленный на реализацию социально значимых дел усилиями добровольцев, на продвижение добровольческой деятельности в Казахстане как средства развития гражданского общества. Наиболее значимые ежегодные проекты «Команды SOS» — «Ёлка желаний» (её бенефициарами стали более 250 детей) и спортивный лагерь Special Olympics Kazakhstan для детей с особыми потребностями (участниками лагеря стали 70 волонтёров и 235 детей). В августе 2018 года «Команда SOS» провела благотворительную акцию «7 за 7», в результате которой 115 детей с особыми потребностями из специальных коррекционных учебных заведений г. Алматы были подготовлены к школе.
С июля 2015 г. по март 2020 г. фонд являлся спонсором Казахстанской федерации шахмат и всех её спортивных мероприятий, среди которых — Кубок Центральной Азии (2015), Кубок Евразии по блицу (2016), Открытый международный турнир Кубок РК среди мужчин и женщин (2016—2019), Командный чемпионат мира среди мужчин и женщин (2019), Чемпионат Азии среди сеньоров (2019), Кубок В. Дворковича среди лучших детских команд мира (2019) и др. Всего с июня 2015 года по январь 2020 года было проведено 25 международных и 63 республиканских турнира. Шахматисты Казахстана приняли участие в 66 международных турнирах.
В марте 2017 года фонд стал учредителем крупнейшего бегового мероприятия Центральной Азии «Алматы Марафон».
С 2017 по 2019 г. фонд являлся спонсором казахстанской команды школьников на Международной олимпиаде по наукам о Земле.